# 澤村宗十郎 (8代目)
八代目 澤村 宗十郎（さわむら そうじゅうろう、1908年〈明治41年〉1月8日 - 1975年〈昭和50年〉12月25日）は、歌舞伎役者。屋号は紀伊國屋。定紋は丸にいの字、替紋は花有り足有りの笹竜胆。俳号に高賀・東輝がある。本名は澤村 壽雄（さわむら としお）。

## 来歴・人物
七代目澤村宗十郎の三男。大正2年（1913年）11月、帝国劇場で五代目澤村源平として初舞台を踏む。大正15年（1926年）4月、四代目澤村訥升を襲名。昭和4年（1929年）、二代目市川左團次の養子となり市川松莚
となるが、昭和6年（1931年）頃から左團次と不仲となり昭和11年（1936年）に離縁し元の澤村訥升にもどる。
養子入りと並行して若手育成を目的とした新宿第一劇場での青年歌舞伎においつ立女形として活躍し、将来を嘱望される。その後は父宗十郎と行動を共にするが父親の死後は吉右衛門劇団に所属し昭和28年（1953年）に歌舞伎座『菅原伝授手習鑑』の桜丸と『宮守酒』の夕しでで八代目澤村宗十郎を襲名する。
大らかな芸風で女形として活躍した。『盛綱陣屋』の早瀬では芸術祭賞を受賞。天分に恵まれていたが覇気に欠ける感があり、また病気に倒れたこともあって、活躍できぬまま不遇のうちに67歳で死去した。
『伽羅先代萩』の沖ノ井、『熊谷陣屋』の藤の方、『仮名手本忠臣蔵・九段目』のお石などが当り役である。
兄は五代目助高屋高助・五代目澤村田之助。実子には九代目澤村宗十郎・二代目澤村藤十郎、弟子に五代目澤村鐵之助がいる。
墓碑は、田島山十一ヶ寺の受用院と多磨霊園（14-1-9）にある。